# Ceuthophilus carlsbadensis
Ceuthophilus carlsbadensis är en insektsart som beskrevs av Andrew Nelson Caudell 1924. Ceuthophilus carlsbadensis ingår i släktet Ceuthophilus och familjen grottvårtbitare. Inga underarter finns listade i Catalogue of Life.